# Platyrhynque de Colombie
Rhynchocyclus pacificus
Espèce
Statut de conservation UICN

 LC  : Préoccupation mineure
Le Platyrhynque de Colombie (Rhynchocyclus pacificus), aussi appelé Bec-plat de Colombie, Tyranneau de Colombie ou Tyranneau du Pacifique, est une espèce de passereaux de la famille des Tyrannidae,.

## Distribution
Cet oiseau vit de l'ouest de la Colombie (département de Chocó) au nord-ouest de l'Équateur (vers le sud jusqu'au sud de la province de Pichincha),,.

## Systématique
Cette espèce est monotypique selon la classification de référence du Congrès ornithologique international (version 9.1, 2019).